# Pilea minutissima
Pilea minutissima är en nässelväxtart som beskrevs av H. Winkl.. Pilea minutissima ingår i släktet pileor, och familjen nässelväxter. Inga underarter finns listade i Catalogue of Life.